# Копьенос Бокермана
Копьенос Бокермана (лат. Lonchophylla bokermanni) — вид летучих мышей из семейства листоносых. Эндемик Бразилии, классифицируется МСОП как вымирающий вид.

## Таксономия и название
Вид впервые описан в 1978 году бразильскими зоологами Иваном Сазимой, Луисом Визотту и Валдиром Таддеи. Голотип был добыт в национальном парке Серра-ду-Сипо (штат Минас-Жерайс). Принадлежит к роду копьеносов Томаса (Lonchophylla).
Видовое название bokermanni дано в честь бразильского герпетолога Вернера Карлоса Аугусто Бокермана, часто сотрудничавшего с одним из открывателей Lonchophylla bokermanni Иваном Сазимой.

## Внешний вид и образ жизни
Крупная летучая мышь с длиной предплечья в пределах 38,7—41,3 мм и длиной тела с головой от 60,5 до 63,5 мм. Длина ряда зубов в верхней челюсти превышает 7,8 мм (несколько меньшие размеры описаны у особей из штата Баия). Летательные перепонки тёмно-бурые, окраска козелка ушной раковины и носового листка от средне- до тёмно-бурой. Спина бурая, шерсть на животе более светлая, с бурым основанием и сероватыми или беловатыми кончиками. Зубная кость длинная и тонкая, верхние клыки длинные с ярко выраженными продольными бороздками на передней поверхности, верхние премоляры треугольные в боковой проекции. Ухо заострено кверху, носовой листок узкий, с ребром по центру в нижней части. На нижней губе глубокая канавка. Межбедренная перепонка хорошо развита, достигая последней трети большеберцовой кости. Короткий хвост достигает первой трети межбедренной перепонки. 
Копьенос Бокермана внешне отличается от видов того же рода L. dekeyseri, L. inexpectata and L. mordax наличием шерсти на тыльной поверхности предплечья и бороздок на передней поверхности верхних клыков, а от L. peracchii более светлой шерстью на животе (светло-серая, сильно контрастирующая с тёмной шерстью на спине, у L. bokermanni и светло-бурая, менее контрастная, у второго вида).
Все известные районы обитания копьеноса Бокермана расположены в возвышенной местности не ниже 720 м над уровнем моря, характеризуемой обилием скальных выходов.
В желудках нескольких экземпляров копьеноса Бокермана при первом описании были обнаружены цветочный нектар, пыльца как минимум двух видов растений (в том числе Bauhinia rufa, над цветами которой наблюдались представители этого вида летучих мышей) и остатки муравьёв. Копьеносов Бокермана наблюдали также над соцветиями Enterolobium glaziovii, где их поведение было описано исследователями, как «линия капканов» (англ. trap line foraging).
У самок, пойманных в серраду в штате Минас-Жейрас в сентябре, октябре и декабре, не было видимых признаков беременности. У самца, пойманного в апреле, в придатках яичка обнаружено небольшое количество спермы, тогда как у самца, пойманного в сентябре, спермы было много. Самки, пойманные в июле в штате Баия, также не были беременными, а их молочные железы не выделяли молоко; напротив, самка, пойманная там же в январе, была на продвинутых стадиях беременности.

## Распространение и охранный статус
Вид, представитель которого был впервые найден в локации Жаботикатубас в штате Минас-Жерайс, с 1987 года не встречался в этой локации на протяжении четверти века. Позже представители вида были обнаружены ещё в двух локациях в том же штате (Итамбе-ду-Мату-Дентру и Диамантина); все локации являются частью экорегиона серраду. Основанная на этих данных оцениваемая площадь распространения вида составляла только 1506 км². Сообщалось также о находке копьеносов Бокермана в Атлантическом лесу в штате Эспириту-Санту, но новый анализ данных в 2013 году показал, что экземпляры из этого региона принадлежат к другому, ранее не описанному виду, который получил название Lonchophylla peracchii. В 2018 году было сообщено, что несколько экземпляров копьеноса Бокермана обоих полов пойманы в более чем 800 км от первоначальных локаций, в экорегионе каатинга в штате Баия (локации Каэтите и Ороландия). Это сообщение означает, что предполагаемая территория ареала вида увеличивается как минимум до 17,5 тысяч км².
Международный союз охраны природы определяет (на основании доступных к 2016 году данных) копьеноса Бокермана как вымирающий вид. Такая оценка основана на крайней немногочисленности известных находок, малом количестве известных локаций и общей сильной фрагментации известной среды обитания (серраду), площадь которой продолжает уменьшаться в результате человеческой деятельности. Так, места обитания вида в штате Минас-Жейрас расположены менее чем в 50 км от города Белу-Оризонти, столицы штата, население которой достигает 2,5 млн человек.